# Hedammu
Hedammu – potwór z mitologii hetyckiej, syn Kumarbiego i Szertapszuruhi, córki Morza.
Narodzony ze związku Kumarbiego i Szertapszuruhi, wzrastał bardzo szybko mając ogromny apetyt, pożerał tysiące wołów, koni, koźląt i jagniąt. Opustoszałe z jego powodu miasta i wynurzającego się z morza Hedammu zauważa Isztar, która ostrzega Teszuba roniącego łzy po otrzymaniu owej wiadomości. Ea zapytuje Kumarbiego dlaczego dąży do wyniszczenia ludzi. Kumarbi widząc iż i Ea jest przeciwko niemu postanawia wezwać Morze, wysyła swojego posłańca Mikiszanu. Morze przybywa do niego rzeką, pod ziemią. Treść narady nie jest znana, prawdopodobnie obawiają się błyskawic Teszuba. W micie następnie pojawia się Isztar, która naga z przygrywającymi służkami pojawia się na brzegu morza. Hedammu początkowo chcący ją pożreć ulega jej urokowi, wychodzi z wody na brzeg gdzie prawdopodobnie zostaje pokonany.
Mit o Hedammu wykazuje pewne analogie z mitem o Ullikummi i ugaryckim Jam.